# Мілованов Августин Лазаревич
Августин Лазаревич Мілованов (біл. Аўгуст Лазаравіч Мілаванаў; нар. 16 червня 1937 — пом. 19 липня 2019) — радянський і білоруський актор театру і кіно.

## Життєпис
Августин Мілованов народився 16 червня 1937 року в Сталінграді.
В дитинстві став учасником Сталінградської битви.
Він згадував: «Коли наших притиснули до Волги, ми потрапили вже під німців. І ось, граючи, я впав і вдарився об кут грубки. Пробив голову і у мене почалися судоми, коротше, кранти наступали. І тоді мама схопила мене в оберемок і понесла до німецького шпиталю. І знаєте що? німецький хірург зробив трепанацію черепа і по суті врятував моє життя».
Закінчивши середню школу в 1956 році Августин Мілованов почав працювати у Волгоградському драматичному театрі імені Максима Горького помічником режисера, брав участь в першій постановці п'єси «Біг» Михайла Булгакова. У 1961 році закінчив акторський факультет Білоруського театрально-художнього інституту, курс народного артиста БССР Д. А. Орлова.
Працював у Білоруському театрі імені Я. Коласа, з 1962 по 2012 роки — в Білоруському національному академічному театрі імені Янки Купали. Він зіграв ролі фон Вальтер ау виставі «Підступність і любов», Господаря — в «Святий простоті», Осипа — в «Ревізорі», Герострата — в «Забути Герострата», Тев'є-молочника — в «Поминальній молитві», Щасливцев — у «Лесє».
У 1967—1987 роках актор також навчав студентів акторській майстерності в Білоруському театрально-художньому інституті (нині Академія мистецтв).
Знімався в кіно і на телебаченні.

## Визнання і нагороди
- Державна премія Білоруської РСР (1988)
- Народний артист Білоруської РСР (1989)

## Творчість

### Фільмографія
- 1970/1971/1972 — «Руїни стріляють…» — Алекс
- 1970 —  Несподівана любов
- 1971 — Все королівське військо
- 1972 — Зимородок — Тихон Лактіонович
- 1972 — Після ярмарку — Адольф Биковський
- 1974 — Веселий калейдоскоп — Учитель Олексій Васильович
- 1974 — Бронзовий птах — Кондрат Степанович, художник-анархіст
- 1976 — Маринка, Янка і таємниці королівського замку — Канцлер
- 1976 — Спитай себе
- 1980 — Державний кордон. Фільм 1-й: Ми наш, ми новий… —   Менжинський
- 1980 —  Весільна ніч
- 1981 — Люди на болоті
- 1982 —  Державний кордон. Фільм 3-й: Східний кордон —   Менжинський
- 1984 —  Державний кордон. Фільм 4-й: Червоний пісок —   Менжинський
- 1986 —  Не забудьте вимкнути телевізор
- 1990 —  Плач перепелиці
- 1991 — Записки юного лікаря
- 1991 — Сократ — Федон
- 1994 — Епілог
- 1996 — З пекла в пекло
- 2002 — Закон — бомж
- 2002 — Каменська-2. Я помер вчора — художник
- 2003 — Вокзал — Професор
- 2009 — Терористка Іванова — Бомж

## Особисте життя
- Дружина — актриса Галина Семенівна Толкачова, Народна артистка Білоруської РСР (1990).

У шлюбі народився син, він за професією дизайнер, живе в Польщі.

## Смерть
Августин Мілованов помер 19 липня 2019 року. Прощання з артистом відбулося 20 липня на головній сцені Купалівського театру. Поховали артиста на Східному (Московському) кладовищі в Мінську.